# Instituto de Música de Cleveland
El Instituto de Música de Cleveland (en inglés: Cleveland Institute of Music) es una escuela de música en Cleveland, Ohio al medio oeste de los Estados Unidos. Fue fundado en 1920 por Ernest Bloch y el edificio principal fue construido en 1961 ubicado en el University Circle. Hay cerca de 100 miembros de la facultad que también son miembros de la Orquesta de Cleveland. El instituto tiene hasta 350 estudiantes quien también tienen la oportunidad de atender cursos en la Universidad Case de la Reserva Occidental.